# Nils Brunkhorst
Nils Brunkhorst (ur. 4 kwietnia w 1976 w Grünstadt) – niemiecki aktor teatralny, aktor filmowy i telewizyjny, piosenkarz i gitarzysta.
Występował na scenie Sommertheater Louhans we Francji w spektaklach: Sen nocy letniej i Romeo i Julia.
W 1998 i 1999 roku Brunkhorst wraz ze swoim przyjacielem Martinem - zwanym Schugga - próbował zdobyć uznanie w branży muzycznej pod nazwą Fall für Zwei. Formacja ta nagrała dwa single: „Verknallt” (Crush) i „Meine Freundin” (Moja dziewczyna), ale odniosły niewielki sukces. W latach 1999–2005 pobierał lekcje śpiewu. Był wokalistą zespołu akustyczno-folkowego Black Phoenix i członkiem Menschenskinder. Ze swoim zespołem RZB, Nils Brunkhorst rozpoczął swoją muzyczną karierę od utworu „Stahltür”, który zaprezentował na koncercie rockowym Rock am Kloster w Rosenthal w Kerzenheim.

## Wybrana filmografia

### filmy fabularne
- 1999: One Night Step
- 2001: Poèmes
- 2001: Tatuaż (Tattoo) jako sprzedawca
- 2001: Lammbock jako Dopex
- 2001: www.strach (FearDotCom) jako więzień
- 2002: Liebst du mich? (film krótkometrażowy) jako Marco
- 2002: Juanita
- 2004: Eiskalt erwischt
- 2004: Risiko1
- 2012: The World of Leem jako właściciel baru
- 2014: Los Veganeros jako Matt
- 2015: No Future war gestern
- 2015: Hitman: Agent 47 jako syndykat lekarz
- 2017: Los Veganeros 2 jako Matt

### seriale TV
- 1999: Kobra – oddział specjalny jako 'Jonny' Joachim Präger
- 2001: Verbotene Liebe jako Heikko Björnsson
- 2001: Tatort
- 2001: Gute Zeiten, schlechte Zeiten
- 2002–2005: Verbotene Liebe jako Robin Brandner / Kevin Köster
- 2008: Burza uczuć (Sturm der Liebe) jako Philipp Kronleitner
- 2016: Kobra – oddział specjalny jako Bürger